# Assuania scutellaris
Assuania scutellaris är en tvåvingeart som först beskrevs av Adams 1905.  Assuania scutellaris ingår i släktet Assuania och familjen fritflugor. Inga underarter finns listade i Catalogue of Life.